# Войткевич, Георгий Витольдович
Георгий Витольдович Войткевич (20 апреля 1920, Одесса — 30 августа 1997, Ростов-на-Дону) — советский и российский геолог, геохимик, специалист в области геохронологии, космохимии, геохимических методов поисков месторождений полезных ископаемых. Доктор геолого-минералогических наук, профессор. Заслуженный деятель науки и техники РСФСР (1979), заслуженный Соросовский профессор (1994).

## Биография
Родился 20 апреля 1920 года в Одессе в польской семье. По линии матери происходит из польской шляхты, участников Январского восстания 1863 года. В дальнейшем проживал с родителями в Вильно и в городе Тростянец Сумской области УССР. Там же окончил среднюю школу. Поступил в Киевский государственный университет на геолого-географический факультет.
Участник Великой Отечественной войны с августа 1941 года — партизан в партизанских отрядах на территории Украинской и Молдавской ССР.
В 1944—1948 годах — старший техник в институте геологии АН УССР. В 1948—1949 годах — заведующий кафедрой географии Криворожского педагогического института. В 1949—1958 годах — доцент кафедры общей геологии Криворожского горнорудного института.
В 1962—1964 годах — заведующий Красноярской комплексной лаборатории ИГиГ СО АН СССР.
В 1964—1965 годах — первый директор Красноярского отделения Сибирского НИИ геологии, геофизики и минерального сырья (СНИИГГиМС).
В 1965 году, по приглашению Ю. А. Жданова, переехал в Ростов-на-Дону, где в 1966 году возглавил новую кафедру геохимии и геофизики на геолого-географическом факультете Ростовского государственного университета (ныне Южный федеральный университет).
Лауреат премии АН СССР имени А. П. Карпинского (за монографию «Докембрийская геохронология материков»).
Член Национального географического общества.
Умер 30 августа 1997 года.

## Память
- В 1994 году решением Международного астрономического общества именем Г. В. Войткевича названа малая планета № 4475, открытая в 1982 году.

## Основные труды
- Коллективная монография «Интрузивные комплексы золоторудных районовнов Красноярского края» (1963),
- Войткевич Г. В. Радиогеология и ее значение в познании истории Земли. — М.: Госгеолтехиздат, 1956. — 112 с. — 10 000 экз.
- Войткевич Г. В. Проблемы радиогеологии / ред. проф. Л. В. Комлев. — М.: Госгеолтехиздат, 1961. — 352 с. — … экз.
- Тугаринов А. И., Войткевич Г. В. Докембрийская геохронология материков. — М.: Недра, 1966. — 392 с. — … экз. (Премия А. П. Карпинского, 1967)
- Тугаринов А. И., Войткевич Г. В. Докембрийская геохронология материков / ред. Г. Д. Афанасьев. — 2-е изд., перераб. и доп. — М.: Недра, 1970. — 432 с. — … экз.
- Войткевич Г. В. и др. Краткий справочник по геохимии / Г. В. Войткевич (сост.), А. Е. Мирошников, А. С. Поваренных, В. Г. Прохоров. — (1-е изд.). — М.: Недра, 1970. — 280 с. — 11 000 экз.
- Войткевич Г. В., Закруткин В. В. Основы геохимии / Рост. н/Д гос. ун-т. — Ростов н/Д.: Изд-во Рост. ун-та, 1970. — 241 с. — … экз.
- Войткевич Г. В. Радиоактивность в истории Земли. — М.: Наука, 1970. — 168 с. — (Научно-популярная серия). — … экз.
- Войткевич Г. В. Происхождение и химическая эволюция Земли. — (1-е изд.). — М.: Наука, 1973. — 168 с. — (Настоящее и будущее Земли и человечества). — 11 500 экз.
- Войткевич Г. В., Фёдорова Н. Е. Химические элементы в Солнечной системе. — М.: Знание, 1973. — 64 с. — (Новое в жизни, науке, технике. Серия: Химия ; Вып. 3). — … экз.
- Войткевич Г. В., Лебедько Г. И. Полезные ископаемые и металлогения докембрия. — М.: Недра, 1975. — 232 с. — 1800 экз.
- Войткевич Г. В., Закруткин В. В. Основы геохимии : учеб. пособие для геол. спец. вузов. — М.: Высшая школа, 1976. — 368 с. — 9000 экз. (в пер.)
- Войткевич Г. В., Холодков Ю. И. Следы древней жизни на Земле / Сев.-Кавк. науч. центр высш. школы, Рост. н/Д гос. ун-т. — Ростов н/Д.: Изд-во Рост. ун-та, 1976. — 98 с. — 2700 экз.
- Войткевич Г. В. и др. Краткий справочник по геохимии / Г. В. Войткевич, А. Е. Мирошников, А. С. Поваренных, В. Г. Прохоров. — 2-е изд., перераб. и доп. — М.: Недра, 1977. — 184 с. — 17 800 экз.
- Войткевич Г. В. Основы теории происхождения Земли. — (1-е изд.). — М.: Недра, 1979. — 136 с. — 6600 экз.
- Войткевич Г. В. Химическая эволюция Солнечной системы. — М.: Наука, 1979. — 176, [2] с. — (Планета Земля и Вселенная). — 52 000 экз.
- Войткевич Г. В. Ранние этапы развития Земли / Отв. ред. И. Н. Сафронов; Сев.-Кавк. науч. центр высш. школы, Рост. н/Д гос. ун-т. — Ростов н/Д.: Изд-во Рост. ун-та, 1980. — 80 с. — (Актуальные проблемы науки). — 500 экз.
- Войткевич Г. В. Геохимия и космохимия изотопов. — М.: Энергоатомиздат, 1983. — 104 с. — 770 экз.
- Войткевич Г. В. Происхождение и химическая эволюция Земли. — 2-е изд. — М.: Наука, 1983. — 168 с. — (Планета Земля и Вселенная). — 14 500 экз.
- Войткевич Г. В. Рождение Земли / Отв. ред. И. Н. Сафронов; Рост. гос. ун-т им. М. А. Суслова. — Ростов н/Д.: Изд-во Рост. ун-та, 1983. — 80 с. — … экз.

- Войткевич Г. В., Кизильштейн Л. Я., Холодков Ю. И. Роль органического вещества в концентрации металлов в земной коре. — М.: Недра, 1983. — 160 с. — … экз.
- Войткевич Г. В. Геологическая хронология Земли / Отв. ред. А. И. Перельман. — М.: Наука, 1984. — 128 с. — (Планета Земля и Вселенная). — 16 000 экз.
- Войткевич Г. В., Бессонов О. А. Химическая эволюция Земли : учебное пособие. — М.: Недра, 1986. — 216 с. — … экз.
- Войткевич Г. В. Проблемы космохимии / Отв. ред. А. А. Сучков; Рост. гос. ун-т им. М. А. Суслова. — Ростов н/Д.: Изд-во Рост. ун-та, 1987. — 336 с. — … экз. (в пер.)
- Войткевич Г. В. Возникновение и развитие жизни на Земле / Отв. ред. д.г.-м.н. А. И. Перельман. — М.: Наука, 1988. — 144 с. — (Планета Земля и Вселенная). — 50 000 экз. — ISBN 5-02-001961-5.
- Войткевич Г. В. Радиоактивность в истории Земли / Отв. ред. д.г.-м.н. А. И. Перельман. — М.: Наука, 1988. — (Планета Земля и Вселенная).
- Войткевич Г. В. Основы теории происхождения Земли : учебное пособие. — 2-е изд., перераб. и доп. — М.: Недра, 1988. — 112 с. — 6930 экз. — ISBN 5-247-00268-7.
- Войткевич Г. В., Вронский В. А. Основы учения о биосфере : кн. для учителя. — М.: Просвещение, 1989. — 160 с. — … экз. — ISBN 5-09-001475-2.
- Войткевич Г. В. Геохимия и экология в Ростовском университете / Сев.-Кавк. науч. центр высш. школы. — Ростов н/Д.: СКНЦ ВШ, 1995. — 34 с.
- Войткевич Г. В., Вронский В. А. Основы учения о биосфере : Учебное пособие для студентов вузов. — 2-е изд., доп. и перераб. — Ростов-на-Дону: Феникс, 1996. — 480 с. — … экз.
- Войткевич Г. В. Рождение Земли : учебное пособие для учащихся школ, лицеев, колледжей. — 2-е изд., расшир. и доп. — Ростов-на-Дону: Феникс, 1996. — 480 с. — ISBN 5-85880-157-9. (в пер.)

Ответственный редактор
- Шевлягин Е. В. Геологическая интерпретация палеомагнитных векторов горных пород / Отв. ред. Г. В. Войткевич; Рост. гос. ун-т. — Ростов н/Д.: Изд-во Рост. ун-та, 1983. — 152 с. — … экз.